# Мвабуламб'я
Мвабула́мб'я (англ. Mwabulambya) — традиційна громада у складі дистрикту Читіпа Північного регіону Малаві.
Населення — 67232 особи (2018).